# Chrysoteuchia diasterella
Chrysoteuchia diasterella är en fjärilsart som beskrevs av Stanislas Bleszynski 1965. Chrysoteuchia diasterella ingår i släktet Chrysoteuchia och familjen Crambidae. Inga underarter finns listade i Catalogue of Life.